# 陳和皇
[[]]
2023年與2024年為了培訓台灣編制內消防救災人員的越野駕駛技術，帶著人員與車輛前往泰國參與亞洲越野拉力賽。2023年陳怡文與陳欣妤及臺中市消防局李雅婷獲女子組冠軍(三位皆為臺中市民)/2024年陳怡文與臺中市消防局劉麗君獲女子組冠軍(二位皆為臺中市民)
陳和皇為台灣越野拉力賽車手，曾數次參與過亞洲越野拉力賽，並且獲得該分組的冠軍，2003年以媒體身分觀賽達卡拉力賽，2006年代表中國江鈴車隊，參加達卡越野拉力賽，2010年以台灣志工號，代表台灣參加達卡拉力賽，2011年以台灣媽祖號，代表台灣參加世界盃達卡越野拉力賽，2015年以i Taiwan號，成為第一個台灣成功征服達卡拉力賽的人。
陳和皇是台灣收藏最多美西艾灰狗巴士的收藏家。
2019年為了培訓台灣越野選手的越野駕駛技術，帶著車輛前往泰國參與亞洲越野拉力賽。
現職：
- 自營越野汽車改裝工廠
- 電視：TVBS地球黃金線不定期節目來賓
- 網路：Yahoo奇摩汽車頻道：《一起趣越野》節目